# Aeropuerto de Hamburgo Finkenwerder
El Aeropuerto de Hamburgo Finkenwerder (IATA: XFW, OACI: EDHI) es un aeropuerto que se encuentra en la zona de Finkenwerder, en la parte suroeste de Hamburgo, Alemania. Es el aeropuerto de referencia de la planta de Airbus, y es utilizado principalmente por los empleados de la compañía, tanto para vuelos ejecutivos como privados.